# Аустралија
Аустралија (енгл. Australia), званично Комонвелт Аустралија (енгл. Commonwealth of Australia), држава је на јужној хемисфери која обухвата копно истоименог најмањег континента на свету, острво Тасманију, као и бројна друга острва у Јужном, Индијском и Тихом океану. Површина Аустралије износи 7.692.024 km² и по површини је 6. у свету. Окружена је Индонезијом, Источним Тимором и Папуом Новом Гвинејом на северу, Соломонским Острвима, Вануатуом и француском прекоморском територијом Новом Каледонијом на североистоку, и Новим Зеландом на југоистоку.
По попису становништва из 2021. Аустралија је имала 25.890.773 Главни град је Канбера, смештен у Аустралијској престоничкој територији. Највећи градови су Мелбурн, Сиднеј, Бризбејн, Перт и Аделејд у којима живи већина становника Аустралије.
Аустралијски домороци насељавају аустралијско копно више од 42.000 година. Након спорадичних посета рибара са севера и европских истраживача и трговаца у 17. веку, Велика Британија је запосела источну половину острва током 1770, где је слала људе по казни у колонију названу Нови Јужни Велс, која је формирана 26. јануара 1788. године. Како је број становника растао и како су откриване нове територије, током 19. века формирано је још пет великих аутономних Британских прекоморских територија. Дана 1. јануара 1901, шест колонија формирало је федерацију названу Комонвелт Аустралија. Као федерација, Аустралија је успоставила стабилан либерално-демократски политички систем, остајући чланица Крунских земаља Комонвелта.

## Етимологија
Име „Аустралија“ настало је од латинске речи Australis, што значи „са југа“. Приче о „непознатој јужној земљи“ (лат. terra australis incognita) из доба старог Рима биле су уобичајене у средњовековној географији, иако нису имале упориште у стварном знању о континенту. У енглеском језику, реч Australia први пут је употребљена 1625. у делу Мастера Хаклита „Белешка о Аустралији, земљи посвећеној Светом духу“. Придев Australische користили су холандски званичници у Батавији од 1638, у значењу новооткривеног копна на југу. Име Аустралија коришћено је и 1693, у преводу књиге „Авантуре Жака Садера током истраживања и путовања у јужну земљу“, француског аутора Габријела де Фонија, који је писао под псеудонимом Жак Садер.
Александар Далримпел користио је исти термин у делу „Историјски скуп путовања и открића у јужном Пацифику“ из 1771, у значењу читаве јужнопацифичке области. Џорџ Шо и сер Џејмс Смит између 1793 и 1795. објавили су књигу „Зоологија и ботаника Нове Холандије“, у којој су писали о „огромном острву, или боље — континенту Аустралији, Аустралазији или Новој Холандији“.
Назив „Аустралија“ раширио се под утицајем књиге Метјуа Фландерса, „Путовање у јужну земљу (Аустралију)“, првог човека за кога се зна да је опловио континент. Овом књигом Фландерс је дао тој речи опште значење. Гувернер Новог Јужној Велса, Лаклан Маквари, касније је користио ту реч у званичним извештајима које је слао у Енглеску, да би 1817. предложио да она буде усвојена као званично име. Британска Краљевска морнарица је 1824. званично назвала овај континент Аустралијом.

## Географија

### Положај
Суседне државе Аустралије су: Индонезија, Нови Зеланд и Папуа Нова Гвинеја. Површина државе износи 7.692.024 km². Аустралијски континент је део Индо-аустралијског платоа. Окружена Индијским, Јужним и Тихим океаном, Аустралија је од Азије одвојена Арафурским и Тиморским морем. Аустралијска обала дуга је 34.218 km (не рачунајући прекоморска острва), а земља поседује пространу Ексклузивну економску зону од 8.148.250 km², не рачунајући Аустралијску антарктичку територију.
Велики корални гребен, највећи те врсте на свету,, налази се близу североисточне обале и простире на више од 2.000 km². Планина Аугустус, која се сматра највећим монолитом на свету, налази се у Западној Аустралији. Са 2.228 m надморске висине, Кошћушко је највећа планина на аустралијском копну, иако је врх Мосон на удаљеној аустралијској територији Херд и Макдоналд висок 2.527 m.

### Геологија и рељеф
Аустралија се може поделити на три велике природне регије: Источно побрђе, Средишњу низију и Западни плато.
У Источном побрђу налази се највише планине Аустралије. Додуше, у поређењу с другим високим планинама у свету те планине су сразмерно ниске. Највиши планински врх регије и целе Аустралије је Кошћушко, висок 2.228 m. Обалска раван додирује пешчане плаже и стеновите клифове дуж тихоокеанске обале. У подручју обалне равни падне више кише него било где у Аустралији. То је основни разлог зашто је југоисточни део регије, од Бризбејна до Мелбурна, најгушће насељени део Аустралије. На нешто вишим надморским висинама налазе се висоравни. Неке висоравни имају плодно тло и користе се за гајење усева, док су друге под пашњацима и шумом. Шуме су честе у Источном побрђу, али већином су, осим далеко на северу, искрчене ради пољопривредних површина и градова.
Средишња низија је најнижи простор у Аустралији. У овом крајолику превладава равница. Већи део низине је врло сув и врућ за усеве. Због тога је нужно наводњавање пољопривредних површина. У западном делу регије простире се пешчана пустиња. У неким деловима, ближе северној или јужној обали, тло је прекривено грубом травом или грмљем. Ти простори се користе за испашу стоке. На југу Средишње низине, где има више падавина, пољопривредници сеју пшеницу. У регији нема великих градова, тако да два највећа (Маунт Иса и Брокен Хил) имају једва око 30.000 становника. То су у ствари два рударска града.
Западни плато заузима 2/3 Аустралије. Регија је нешто виша од Средишње низије, али је већином у ствари равница. Средишњи део Западне равни је полупустиња и пустиња. Према југу и североистоку пустиње поступно прелазе у простор с травом и грмљем. Већина такве земље користи се за испашу стоке. Ниже планине такође су пашњачко подручје. Највише кише пада на крајњем северу и југозападу, што омогућава развој пољопривреде.

### Воде
Аустралија је најсушнији континент, па је највећи проблем недостатак воде у унутрашњости јер трећина Аустралије нема водених токова или су они повремени. Најважнија река Аустралије је Мари која се налази на југоистоку. Богата је водом зато што извире у планинским прегледима, па се њене користе за наводњавање. У унутрашњости су бројна слана језера (Ерово, Торенсово и Гарднерово језеро).

### Клима
Највећи део Аустралије чине пустиње или полусушне области. Аустралија је најравнији континент са најстаријим и најнеплоднијим земљиштем, а уједно је и најсувљи насељени континент. Умерена клима простире се само на југоистоку и југозападу земље, где живи и највећи број становника. Пејзаж севера, са тропском климом, обухвата тропске шуме, шумовите области, травнате површине, мангрове мочваре и пустиње. На климу значајно утичу океанске струје, укључујући и Ел Нињо - јужно колебање, што утиче на периодичне суше и сезонски систем ниског ваздушног притиска, који ствара циклоне у северној Аустралији.

### Флора и фауна
Иако највећи део Аустралије чине пустиње и полусушне области, она обухвата широк спектар природних станишта, од планинских врхова до тропских кишних шума и коралних гребена, и убраја се у једну од земаља са највећим биодиверзитетом. Због старости и, као последица тога, ниске плодности земљишта, изразито нетипичног распореда вода и дуготрајне географске изолације, аустралијски живи свет је разноврстан и јединствен. Око 85% цветних биљака, 84% сисара, више од 45% птица и 89% риба из умереног копненог појаса припадају ендемским врстама. Човекова активност угрожава многе аустралијске екорегионе и врсте које их насељавају. Федерални Акт о заштити животне средине и конзервацији биодиверзитета 1999 је правни оквир за заштиту угрожених врста. У оквиру националног Акционог плана о биодиверзитету, формиране су бројне заштићене зоне како би се сачували и заштитили јединствени екосистеми; 64 мочварна подручја уписана су на листу Рамсарске конвенције, док је 16 локација уврштено у Светску баштину. Аустралија је 2005. рангирана као 13. земља на свету према Индексу одрживог развоја околине. Обала Аустралије и океан су богати коралним гребенима, јер ту је Велики корални гребен који је највећи на свету. У океану има отровних ража и најотровнија медуза, као и ајкула, хоботница и разне врсте тропских риба.
Већина аустралијских дрвених биљака су зимзелене, а многе, попут еукалиптуса и акације, прилагодиле су се дуготрајним сушама и честим пожарима. У Аустралији расту разноврсне бобичасте врсте које бујају на солима сиромашном земљишту. Земљиште је препуно отровних змија и паукова . У добро познате аустралијске животињске спадају монотермати (кљунар платипус и ехидна); торбари (кенгури, коале, вомбати) и птице ему и кокабура, велики рептили као естуарски крокодил и мање врсте крокодила. Динго је пренесен у Аустралију око 3.000 пре нове ере, трговином аустронезијских народа са аустралијским урођеницима. Многе биљне и животињске врсте су изумрле након доласка људи, укључујући и аустралијску мегафауну; друге су нестале доласком Европљана, међу њима и тасманијски тигар.

## Историја
Процењује се да су први људи населили Аустралију пре 42.000 до 48.000 година. Ови први Аустралијанци били су преци данашњих аустралијских домородаца; кретали су се дуж обала јужне Азије и преко копнених мостова доспели до данашње Аустралије. Већина ових људи били су ловци-скупљачи, са развијеном говорном културом и веровањем у духове, поштовањем земље и веровањем у тзв. правреме (енгл. Dreamtime). Острвљани Торесовог мореуза, етнички Меланежани, населили су Острва у Торесовом мореузу и делове Квинсленда на крајњем северу; њихови обичаји били су и остали другачији од абориџинских.
Први Европљанин који је несумњиво закорачио на аустралијско тле био је холандски морепловац Виљем Јансон, који се 1606. искрцао на обале полуострва Кејп Јорк. Током седамнаестог века, Холанђани су исцртали карте приобалног појаса на западу и северу острва и назвали га Новом Холандијом, али га нису населили. Године 1770, Џејмс Кук је опловио и уцртао источну обалу Аустралије коју је назвао Новим Јужним Велсом и прогласио поседом Велике Британије. Велика Британија је у Аустралији основала кажњеничку колонију у коју је слала преступнике на одслужење казне.
Британска краљевска колонија Новог Јужног Велса основана је формирањем насеобине у Луци Џексон, 26. јануара 1788. Овај датум је касније постао Дан државности Аустралије. Ван Дименова Земља, данашња Тасманија, насељена је 1803, а 1825. постала је засебна колонија. Уједињено Краљевство је 1829. формално успоставило контролу над западним делом Аустралије. Од делова Новог Јужног Велса формиране су одвојене колоније: Јужна Аустралија 1836, Викторија 1851. и Квинсленд 1859. Северна Територија је основана 1911, издвајањем из провинције Јужна Аустралија. Јужна Аустралија је успостављена као „слободна провинција“ и као таква никада није била кажњеничка колонија. Викторија и Западна Аустралија такође су основане као „слободне“, али су касније прихватале и осуђенике. Довоз осуђеника у колонију Нови Јужни Велс прекинут је 1848, након притисака тамошњих досељеника.
Аустралијски домороци, чији је број у тренутку доласка Европљана процењен на 350.000, смањивао се током наредних 150 година, превасходно због нових болести, присилног расељавања и културне дезинтеграције. Одвајање деце од породица, које неки историчари и аустралијски староседеоци називају и геноцидом, вероватно је допринело том смањењу. Такве интерпретације абориџинске историје други историчари критикују, сматрајући их претераним или исконструисаним из политичких или идеолошких разлога. Ова дебата је у Аустралији позната под називом Историјски ратови (енгл. History Wars). Након референдума из 1967, федерална влада је била овлашћена да спроводи политику и доноси законе поштујући Абориџине и њихову традицију. Старо власништво над земљом признато је тек 1992, када је у случају Мабо против Квинсленда (бр.2) одбачено тумачење Аустралије као „празне земље“ (лат. terra nullius) у време доласка Европљана.
Златна грозница у Аустралији започела је средином 19. века, а побуна рудара против пореза на дозволе за копање из 1854. била је први рани израз грађанске непослушности и аустралијске демократије. Између 1855. и 1890, у свакој од шест колонија успостављене су локалне владе које су руководиле највећим делом унутрашњих послова, остајући притом део Британског царства. Колонијална канцеларија у Лондону задржала је овлашћења у неким питањима, као што су спољни послови, одбрана и међународна пловидба. Након десетогодишњих припрема, колоније су 1. јануара 1901. формирале федерацију, која је названа Комонвелт Аустралија и организована је као доминион Британског царства. Аустралијска Престоничка Територија формирана је 1911, од дела територије Новог Јужног Велса, како би био обезбеђен простор за предложени главни град федерације — Канберу (Мелбурн је био престоница од 1901. до 1927). Северна Територија је изопштена из контроле владе Јужне Аустралије и 1911. предата на управу Комонвелту.
Аустралија је добровољно учествовала у Првом светском рату. Многи Аустралијанци сматрају пораз Војних снага Аустралије и Новог Зеланда на Галипољу као догађај у ком је рођена аустралијска нација.
Вестминстерским статутом 1931, који је Аустралија прихватила 1942, формално су прекинуте скоро све уставне везе између Аустралије и Уједињеног Краљевства. Шок изазван поразом Велике Британије у Азији током 1942. и претња од јапанске инвазије, утицали су да се Аустралија окрене Сједињеним Државама као новом савезнику и заштитнику. Од 1951, Аустралија је и формално постала војни савезник САД под окриљем АНЗУС уговора. Након Другог светског рата, Аустралија је подстицала масовну емиграцију из Европе; од седамдесетих и укидања Беле политике Аустралије, оснажена је имиграција из Азије и других неевропских делова света. Као последица тога, аустралијска демографија, култура и општа слика драматично су промењени. Последње уставне везе између Аустралије и Велике Британије покидане су 1986, усвајањем Аустралијског акта 1986, чиме је британска улога у аустралијској власти завршена. Године 1999, Аустралијанци су на референдуму педесетпетопроцентном већином одбацили предлог да Аустралија постане република, са председником кога би бирао парламент. Од избора Витлама Гофа за премијера 1972, Аустралија је усмерена на будућност у оквиру азијско-пацифичког региона.

## Политика
Аустралија је уставна монархија са парламентарним системом власти. Краљ Чарлс III је аустралијски монарх, a његова улога се разликује од позиције коју има у осталим крунским земљама Комонвелта. На савезном нивоу краљa представља генерални гувернер Аустралије, док се гувернери нижег ранга налазе на челу држава чланица. Иако устав даје широка овлашћења генералном гувернеру, он их користи само уз препоруку премијера. Најпознатији случај употребе ових овлашћења мимо сагласности премијера било је распуштање Витламове владе током уставне кризе из 1975.
Систем поделе власти у Аустралији чине:
- Законодавна власт: Парламент Аустралије, који чине краљ, Сенат и Представнички дом; краљa представља генерални гувернер Аустралије, чије су моћи сведене на пристајање на законе.
- Извршна власт: Савезно извршно веће, на чијем се челу налази генерални гувернер, ког „саветују“ извршни саветници; у пракси, они који стварно саветују гувернера су премијер и државни министри.
- судска власт: Високи суд Аустралије и други савезни судови. Усвајањем Аустралијског акта 1986, државни судови постали су формално независни од британског Судског комитета Државног савета.

Дводомни парламент чине краљица, Сенат (горњи дом) са 76 сенатора, и Представнички дом (доњи дом) са 150 чланова. Чланови доњег дома бирају се на изборима, у оквиру посебних изборних јединица, тзв. електората, који дају по једног представника. Број делегата из сваке државе одређен је на основу броја становника, при чему је свакој држави загарантован минимум од пет представника. У Сенату, сваку државу представља 12 сенатора, а територије (Аустралијску Престоничку и Северну) по два. Избори за оба дома одржавају се на сваке три године; мандат сенатора траје шест година (осим сенатора територија којима мандат траје три године), па се на сваким изборима бира по приближно половина горњег дома (40 сенатора), осим у случају тзв. двоструког распуштања. Странка са највећим бројем представника и Представничком дому формира владу, а њен лидер постаје премијер. Доњи дом се бира гласањем са тренутним отицањем а Сенат преносивим гласом; поред овога гласање је обавезно а неизлажење на изборе носи новчану казну.
Три највеће политичке партије су Аустралијска радничка партија, Либерална партија и Национална партија. Неколико малих партија, укључујући и Зелене и аустралијске демократе, имају своје представнике у парламенту, као и неколико независних кандидата. Од избора 2018, Либерална странка Аустралије коју тренутно предводи премијер Скот Морисон, налази се на власти у Канбери. Радничка партија је на власти у свакој држави и територији. Гласачко право, на нивоу територија, држава и федерације, имају сви пунолетни грађани (преко 18 година старости), а гласање је обавезно у свим јединицама, изузев у Јужној Аустралији.

## Административна подела
Аустралија се састоји од шест држава, три територије на матичном копну и седам мањих прекоморских територија. Државе су Нови Јужни Велс, Квинсленд, Јужна Аустралија, Тасманија, Викторија и Западна Аустралија. Две значајније континенталне територије су Северна Територија и Аустралијска Престоничка Територија. У многим питањима територије функционишу као државе. Једини изузетак је правило да федерални парламент може да поништи законе територијалних парламената. Насупрот томе, акти федерације могу да суспендују државне само у случајевима који су дефинисани Чланом 51. Устава Аустралије; сва остала законодавна овлашћења, укључујући и области здравства, образовања, полиције, правосуђа, саобраћаја, јавног транспорта и локалне самоуправе, искључиво су у надлежности државних парламената.
Свака држава и територија има своје законодавне органе (једнодомне у случају Северне Територије, Престоничке Територије и Квинсленда, односне дводомне у свим осталим државама). Доњи дом је познат под називом Законодавна Скупштина (Скупштински Дом у Јужној Аустралији и Тасманији), а горњи као Законодавни Савет. Шефови влада у свакој држави и територији називају се премијери, односно главни министри. Државни гувернер представља краљицу у свакој држави, администратор у Северној Територији, а главни гувернер (федерални) столује у Аустралијској Престоничкој Територији.
У саставу Аустралије је и неколико мањих територија; федерална влада контролише одвојену област у Новом Јужном Велсу — Територију Џервис беј, као морнаричку базу и луку за главни град. Уз ову, Аустралија контролише и следеће, насељене територије ван аустралијског континента: острво Норфок, Божићна острва, Кокосова острва, као и неколико углавном ненасељених прекоморских територија: Острва Ашмор и Картије, Острва Коралног мора, Острво Херд и острва Мекдоналд, и Аустралијску антарктичку територију.

## Спољна политика и војска
Током последњих деценија, аустралијска спољна политика почива на тесној вези са Сједињеним Државама, кроз АНЗУС пакт, али и сарадњи са државама азијско-пацифичког региона, преко уговора АСЕАН и Форума пацифичких острва. Аустралија је 2005. постала чланица Источноазијског самита, да би потом потписала и Уговор о пријатељству и сарадњи. Аустралија је чланица Комонвелта нација, чији се лидери окупљају на посебним скуповима шефова земаља Комонвелта. Земља се активно залаже за либерализацију у светској трговини. Предводила је формирање Каирнс групе и АПЕК-а, чланица је Организације за економску сарадњу и развој и Светске трговинске организације. Аустралија је иницирала неколико важних билатералних уговора о слободној трговини, међу којима је најновији Аустралијско-амерички уговор о слободној трговини. Једна је од земаља оснивача Уједињених нација, а учествује и у међународном програму помоћи, који делује у више од 60 земаља. У буџету за 2005-2006. предвиђено је 2,5 милијарди аустралијских долара за програме помоћи земљама у развоју, што је, у односу на аустралијски БДП мање него што је земља требало да одвоји по стратегији УН о Миленијумским развојним циљевима.
Аустралијске одбрамбене снаге састоје се од Аустралијске морнарице, Аустралијске копнене војске и Краљевских аустралијских ваздушних снага, и чини их више од 51.000 припадника у редовном, односно 21.000 у резервном саставу. Сви војни сектори ангажовани су у регионалним и светским мировним мисијама Уједињених нација (последње у Источном Тимору, на Соломонским острвима и у Судану), у санирању последица катастрофа, као и у оружаним конфликтима, укључујући и инвазију на Ирак из 2003. Влада поставља шефа одбрамбених снага, бирајући га из редова једног од три сектора; актуелних шеф одбрамбених снага је шеф ваздушних снага маршал Ангус Хјустон. У буџету за 2006/07. за област одбране предвиђена су 22 милиона долара.

## Привреда
Аустралија има развијену, мешовиту привреду западног типа, са нешто вишим бруто домаћим производом у односу на Велику Британију, Немачку и Француску, посматрано кроз паритет куповне моћи. Земља се налази на трећем месту листе Индекса друштвеног развоја УН за 2006, док је у односу на општи квалитет живота у 2005. заузела шесту позицију на листи магазина Економист. Одсуство извозно оријентисане прерађивачке индустрије најчешће означава као кључна слабост аустралијске привреде. Међутим, све развијенији туризам и растући извоз робе широке потрошње учинили су ову критику мање битном. Аустралија је ипак четврта земља на свету по висини текућег дефицита, изражено у апсолутним цифрама (у релативним, то износи око 7% БДП-а). Неки економисти сматрају ово проблематичним, посебно због тога што се подудара са високом трговинском разменом и ниским каматама које смањују трошкове отплате спољног дуга.
Хоукова влада започела је процес економске реформе увођењем пливајућег курса аустралијског долара и делимичном дерегулацијом финансијског система. Хауардова влада наставила је процес микроекономских реформи, укључујући и делимичну дерегулацију тржишта рада и приватизацију државних фирми, пре свега у области телекомуникација. Посредни порески систем суштински је реформисан у јулу 2000, увођењем пореза на добра и услуге од 10%, што је незнатно смањило чврсто ослањање аустралијског пореског система на порез од прихода појединаца и фирми.
У јануару 2007, незапосленост у Аустралији била је 4,6%, са 10.033.480 запослених људи. Током последње деценије, инфлација се углавном кретала између 2—3%, а минималне каматне стопе између 5—6%. Сектор услуга, укључујући туризам, образовање и финансијске услуге, чини 69% бруто домаћег производа. Пољопривреда и природне сировине чине између 3—5% БДП-а, али значајно доприносе укупној спољнотрговинској способности земље. Аустралија највише извози у Јапан, Кину, Сједињене Државе, Јужну Кореју и Нови Зеланд.

## Становништво
Већина Аустралијанаца су потомци европских досељеника из 18. и 19. века, посебно Британаца и Ираца. Од краја Првог светског рата, аустралијска популација се учетворостручила, подстицана амбициозним програмима за имиграцију. Након Другог светског рата, па до 2000, скоро 5,9 милиона људи имигрирало је у земљу, што значи да је скоро двоје од сваких седам Аустралијанаца рођено у иностранству. Имигранти су углавном обучени, али имиграциона квота обухвата и категорије за чланове породице и избеглице. У 2001, пет највећих група које чине 23,1% Аустралијанаца рођених у иностранству, потичу из Уједињеног Краљевства, Новог Зеланда, Италије, Вијетнама и Кине. Убрзо након укидања Беле аустралијске политике 1973, влада је организовала и подстицала бројне иницијативе, како би промовисала расну хармонију базирану на политици мултикултурализма. У Аустралију је 2005. емигрирало укупно 123.424 људи. Од њих, 17,736 било је из Африке (5.654 из Судана, 4.594 из Јужне Африке итд), 54.804 из Азије (4.239 са Филипина, 3.036 из Сингапура, 2.936 из Малезије, 1.936 из Ирака итд), 1.506 из Јужне Америке и 1.813 из јужне Европе (671 из Србије и Црне Горе, 310 из Македоније, 115 из Албаније итд).
Аустралијских староседелаца, Абориџина и Острвљана Торесовог мореуза, према попису из 2001. било је 410.003 (2,2% укупне популације), што је значајно повећање у односу на 1976, када их је било 115.953. Ниво незапослености код аустралијских домородаца је изнад аустралијског просека, чешће су предмет хапшења, лошије су образовани и са мање животног искуства у односу на остало становништво.
Попут других високоразвијених земаља, и Аустралија се суочава са израженим променама у старосној структури становништва, које су повећале број одлазака у пензију, смањујући обим радно активног становништва. Велики број Аустралијанаца (759.849 у периоду 2002-2003) живи ван државе у којој су рођени.
Званични језик је енглески, којим се говори и пише у облику који је познат као аустралијски енглески. Према попису из 2001, енглески као једини језик у кући користи око 80% становништва. Следећи најучесталији језик је кинески (2,1%), па италијански (1,9%) и грчки (1,4%). Око 50.000 аустралијских држављана (0,25% од укупног становништва) говори неки од домородачких језика као матерњи, а најраспрострањенији су западни пустињски (7.400) и арернте (5.500).
Многи припадници прве или друге генерације потомака миграната говоре два језика. Верује се да је у време првих контаката са Европљанима, постојало између 200 и 300 аустралијских абориџинских језика. До данас је преживело свега 70, од чега само њих 20 није у опасности од изумирања. Домородачки језик остао је основни језик за око 50.000 људи (0,25%). Знаковни језик познат као ослен (енгл. Auslan) користи око 6.500 Аустралијанаца.
Аустралија нема државну религију. На попису из 2006, око 68% Аустралијанаца сматра себе хришћанима: 26% се изјаснило као католици, а 19% као англиканци. Аустралијанаца који се не изјашњавају као хришћани, има око 5%. Око 19% испитаних не подржава ни једну религију (што обухвата атеизам, хуманизам, агностицизам и рационализам), док је 12% испитаних одбило да се изјасни или дâ адекватне одговоре. Попут других западних земаља, активно учешће грађана у црквеним активностима је на знатно нижем нивоу; цркву једном недељно посећује око 1,5 милиона Аустралијанаца, тј. око 7,5% популације.
Школско образовање је обавезно од 6-15. године (16. у Јужној Аустралији и Тасманији, односно 17. у Западној Аустралији), што је утицало на то да стопа неписмености буде мања од 1%. Аустралијска влада је подржала оснивање 38 универзитета и, иако је у међувремену отворено неколико приватних, већина се финансира средствима из буџета. Постоји и државни систем колеџа за стручну обуку, познат као ТАФЕ институти, а многи синдикати организују обуку нових радника. Око 58% Аустралијанаца између 25. и 64. године има стручно или високо образовање, а са 49% факултетски образованог становништва, Аустралија је на првом месту међу земљама чланицама Организације за економску сарадњу и развој. Однос домаћих и иностраних студената на аустралијским факултетима највећи је у ОЕЦД-у.

## Култура
Од 1788. па све до средине 20. века, англо-келтска културна традиција била је основ аустралијске културе и развијала се под утицајем специфичног окружења и култура староседелаца. Током последњих 50 година, аустралијска култура се развијала под снажним утицајем америчке поп културе (телевизије и филма пре свега), масовне емиграције из земаља неенглеског говорног подручја и азијских суседа. Богата и оригинална аустралијска уметност — књижевност, филм, опера, музика, сликарство, позориште, плес и занати — позната је и призната широм света.
Аустралија има дугу историју ликовних уметности, коју су зачели аустралијски домороци, цртајући по пећинским зидовима или на кожи. Од доласка Европљана крајем 18. века, најчешћи мотив аустралијског сликарства је аустралијски пејзаж, виђен у радовима Артура Стретона, Артура Бојда и Алберта Наматџире, између осталих. Традиција староседелаца углавном је преношена усмено и у уској је вези са обичајима и предањима о тзв. правремену (Dreamtime). Музика аустралијских Абориџина, њихов плес и сликарство, видљиво утичу на савремену ликовну и сценску уметност. Аустралија има живу традицију у музици, балету и позоришној уметности; многе позоришне трупе се финансирају из федералног буџета, преко Аустралијског Савета. Сваки главни град има симфонијски оркестар, док је Аустралијска опера постала позната са чувеном дивом Џоан Сатерленд; аустралијска музика обухвата класичну, џез, и многе популарне жанрове. Најпознатија поп певачица је Кајли Миног, а глумци у Холивуду су Никол Кидман, Хју Џекмен, Кејт Бланчет, Сем Вортингтон и други .
И аустралијска књижевност је инспирисана окружењем; дела писаца попут Банџоа Петерсона и Хенрија Лоусона доносе упечатљив доживљај аустралијске дивљине. Обележја колонијалне Аустралије, отелотворена у раној књижевности, разлежу се до периода модерне Аустралије, наглашавајући идеје једнакости, повезаности међу људима (тзв. mateship) и антиауторитаризма. Патрик Вајт је једини Аустралијанац који је 1973. добио Нобелову награду за књижевност; многи га сматрају једним од најзначајнијих писаца на енглеском језику у 20. веку. Аустралијски енглески је основна варијанта енглеског језика; његова граматика и изговор углавном се базирају на британском енглеском, али је обогаћен бројним локалним лексичким правилима и фразама, од којих су неке ушле и у стандардни енглески.
Аустралијски фудбал настао је у Викторији касних педесетих година 19. века, а играо се како на аматерском, тако и на професионалном нивоу. Реч је о спорту који привлачи највећу пажњу публике у Аустралији; утакмице су веома посећене, а чланство у клубовима масовно.
Аустралија има два јавна сервиса (Еј-Би-Си и вишејезични Ес-Би-Ес), три комерцијалне телевизијске мреже, неколико претплатничких ТВ сервиса, и бројне јавне, непрофитне телевизијске и радио-станице. Аустралијска филмска индустрија доживела је критички и комерцијални успех. Сви већи градови имају дневне новине, а на нивоу целе земље излазе два дневна листа, Острелиан (енгл. The Australian) и Острелиан фајненшел ривју (енгл. The Australian Financial Review). Према подацима Репортера без граница, Аустралија је 2006. била на 35. месту на листи земаља по слободи медија, иза Новог Зеланда (19) и Уједињеног Краљевства (27), али испред Сједињених Држава. Овако ниска позиција последица је ограничења у погледу могућности приватног власништва над медијима у Аустралији; у ствари, већина аустралијских штампаних медија су под контролом Њуз корпорејшна, односно Ферфакс мидија.

### Спорт у Аустралији
Спорт је важан део аустралијске културе. Специфична клима допушта бројне спољне делатности; 23,5% Аустралијанаца старијих од 15 година редовно учествује у организованим спортским активностима. Аустралијски фудбал је најпопуларнији спорт у Аустралији. Затим следе рагби 13, рагби 15, а на четвртом месту је фудбал. На међународном нивоу, Аустралија има јаке тимове у крикету, хокеју, нетболу (игра слична кошарци), рагбију, а добре резултате остварује и у бициклизму, веслању и пливању. У Аустралији су популарни популарни спортови и трке коња и аутомобилизам. Рагби 15 репрезентација Аустралије је два пута била првак Света. Рагби 13 репрезентација Аустралије је чак 10 пута била првак Света. Аустралија је учествовала на свим Летњим олимпијским играма новог доба, као и на сваким Комонвелтским играма. Била је домаћин Летњих олимпијских игара 1956. у Мелбурни и 2000. у Сиднеју, а од 2000. године налази се међу првих пет олимпијских земаља у односу на број освојених медаља. Аустралија је такође била домаћин Комонвелтских игара 1938, 1962, 1982. и 2006. У остале значајне међународни спортске догађаје који се редовно организују у Аустралији спадају Отворено првенство Аустралије, први од четири гренд слем тениска турнира, годишње међународни турнири у крикету и Велика награда Аустралије у формули један. У Аустралији је уобичајено да влада или компаније стипендирају успешне спортисте. Телевизијски преноси спортских такмичења су веома популарни; у најгледаније телевизијске програме спадају Летње олимпијске игре и финала домаћих или међународних фудбалских такмичења (аустралијског, односно европског фудбала).